# Óscar Benalcázar
Óscar Manuel Benalcázar Coz (Lima, 3 novembre 1942) è un ex cestista peruviano.

## Carriera
Con il Perù ha disputato le Olimpiadi del 1964 e i Campionati del mondo del 1963.